# Mount Juliet
Mount Juliet – miasto w Stanach Zjednoczonych, w stanie Tennessee, w hrabstwie Wilson. Według danych szacunkowych z 2019 roku liczy ponad 37 tys. mieszkańców i jest jednym z najszybciej rozwijających się miast stanu Tennessee. 